# San Antonio de Guerra
San Antonio de Guerra (denominado localmente Guerra) es un municipio de la República Dominicana, que está situado en la provincia de Santo Domingo.

## Localización
El municipio está ubicado en la parte más oriental de la provincia de Santo Domingo y es uno de los municipios más extensos después de Santo Domingo Este.

## Límites
Municipios limítrofes:
|                                         | Norte: Monte Plata y Bayaguana       |                  |
| Oeste: Monte Plata y Santo Domingo Este |                                      | Este: Los Llanos |
|                                         | Sur: Santo Domingo Este y Boca Chica |                  |

## Distritos municipales
Está formado por los distritos municipales de:
| Nombre                | Código   |
| --------------------- | -------- |
| San Antonio de Guerra | 10320501 |
| Hato Viejo            | 10320502 |

## Historia
En 1492, a la llegada de los españoles el lugar estaba enmarcado dentro del cacicazgo de Higüey, cuyo límite al oeste era el río Ozama. Una vez afianzada la colonización, las autoridades españolas establecieron la siguiente división política y administrativa en la colonia: partidos, parroquias y ayuda de parroquias. El punto geográfico donde se ubicaba el municipio quedó en el partido de Santo Domingo. La fundación de Bayaguana como consecuencia de las devastaciones de 1606 trajo a Hernando Guerra a la zona, y la adquisición de los terrenos que él llamó Hato de los Llanos dieron origen a lo que sería luego San Antonio de Guerra.
A mediados del siglo XVIII se funda el pueblo de Los Llanos, el cual ya para 1773 era ayuda de parroquia, segregado de Bayaguana. Desde entonces el caserío de Guerra formó parte de dicho pueblo, hasta su erección en común en 1849. Mediante el tratado de Basilea la parte española de la isla de Santo Domingo pasó a Francia, pero la división política y administrativa quedó inalterada hasta que en 1801 Toussaint Louverture tomó la parte oriental de la isla en nombre de dicho país, situación que se mantuvo hasta 1809, año en que el General Juan Sánchez Ramírez capitaneó las tropas nativas que en Palo Hincado lograron vencer a los franceses. Luego se inicia el periodo de la España Boba. Durante la ocupación de Santo Domingo por Haití, Jean Pierre Boyer arrebató la zona al estado dominicano y lo dividió en dos departamentos: el Ozama y el del Cibao, divididos a su vez en distritos. En este periodo, Bayaguana y Los Llanos fueron convertidos en comunes del Departamento del Ozama. Esto indica que luego de la visita de Hérard, San Antonio de Guerra pasa a ser un puesto militar, dependencia de la Común de los Llanos. Esta medida del General Hérard se justificaba debido a que a raíz de la ocupación, en 1822, los dominicanos comenzaron, desde muy temprano, a manifestar su descontento, produciéndose, con frecuencia, choques sangrientos con los soldados de Santo Domingo, tal como ocurrió en Bayaguana y Los Alcarrizos.
A principios de 1880, Monseñor Meriño consigna lo siguiente en torno a Guerra: "Pueblo situado a 30 km al NE de la Capital, que comenzó a fundarse en este siglo bajo el nombre de Los Llanos Abajo".
Según el historiador dominicano Manuel de Jesús Mañón Arredondo, en torno al mencionado hato: "Las tierras de Hernando Guerra las utilizó primeramente como una estancia de víveres, casabe, maíz y otros alimentos, pero con el tiempo se dedicó a la crianza libre de ganado y sus tierras fueron ampliadas". "En torno al caserío del hato se fue organizando lentamente la población, ya que el lugar tenía gran importancia por varias razones: su extensa y bella laguna de aguas magníficas, servía para las recuas y los viajeros detenerse y aprovisionarse de su agua potable para luego tomar el largo camino que seguía para El Seibo y otro que arrancaba en dirección norte para Bayaguana y Monte Plata, cruzando las vastedades de la sabana del Guabatico". Mañón Arredondo concluye diciendo que el hato de Guerra sirvió de punto de referencia para los viajes por las llanuras del Este.
El lento y espontáneo asentamiento humano que fue produciéndose al lado de la laguna, creció, y ya a principios del siglo XX San Antonio de Guerra había adquirido la categoría de pueblo. En sus primeros tiempos fue una ranchería con casas hechas de madera, con techos de yaguas y pisos de tierra. Pocas casas tenían otras características.
Por otro lado el historiador Joaquín Marino Incháustegui dice: "La población está a una altura de 24 metros sobre el nivel del mar. A pesar de lo que dice Monseñor Meriño, a esta población siempre se le llamó San Antonio de Guerra, hasta que políticamente pasó a ser dependencia de Los Llanos, cuando esta última fue convertida en Común, en 1822, segregada de Bayaguana. A partir de esa fecha se denominaba Los Llanos Abajo para diferenciarla de Los Llanos Arriba. Esta denominación no fue muy estable ya que en varios documentos de la época en que Guerra era puesto militar de Los Llanos se le denomina San Antonio de Guerra de Los Llanos Abajo, lo cual indica que efectivamente el nombre de Guerra siempre ha estado presente para denominar la población que historiamos".

### Cambio de jurisdicción
Cuando se produce la separación de Haití en 1844, San Antonio de Guerra era un puesto militar de la Común de San José de Los Llanos. A poco tiempo de producida la independencia los habitantes del pueblo comenzaron a diligenciar ante las autoridades del país su conversión en Común. Este deseo fue cristalizado durante el primer gobierno de Buenaventura Báez, mediante el decreto 214 del 15 de octubre de 1849. El núcleo seccional que componía la Común de San Antonio de Guerra era: La Caleta, Enjuagador, Hato Viejo, La Joya, Mata de Palma, Andrés y El Toro.
En el municipio se dio inicio a la revisión de la Constitución de 1844 por parte del Congreso Revisor, la cual culminaría en la primera reforma constitucional dominicana, en febrero de 1854.
Mediante resolución de la Capitanía General la Común de San Antonio de Guerra fue convertida el 24 de agosto de 1861 en Comandancia de Armas, dependiente del gobierno político-militar de Santo Domingo. Las tropas españolas salieron del país el 11 de julio de 1865, y el 12 de agosto del mismo año el gobierno de José María Cabral, mediante el decreto n.º 860, repone a San Antonio de Guerra su categoría de Común de Santo Domingo.
El que posteriormente sería dictador del país, Rafael L. Trujillo trabajó como capataz de carretas de la colonia La Caoba del Ingenio San Luis, ubicada cerca de este municipio, entre 1916 y 1917.
La superficie territorial de la común y su pertenencia a Santo Domingo se mantuvo inalterada hasta 1932 cuando el gobierno de Trujillo creó la Provincia Trujillo mediante la ley n.º 397 del 11 de noviembre del mismo año.
San Antonio de Guerra pasó con su misma condición de común a formar parte de la nueva provincia. Además de Guerra, a la cual se le había arrancado las secciones de la Caleta y Andrés, formaron parte de la Provincia Monseñor Meriño las siguientes comunes: Monte Plata, que era la común cabecera, Bayaguana, La Victoria, Villa Mella y Yamasá.
La nueva categoría de Guerra vino dada por la Ley n.º 4400 del 9 de marzo de 1952, la cual en su artículo 2 consigna a esta como una sección del Distrito Nacional, como una fusión de las secciones de Guerra, Mojarra y Mata de Palma.
Hasta 2004 el municipio fue una sección de Santo Domingo Este del que se desgajó al pasar a ser un municipio.

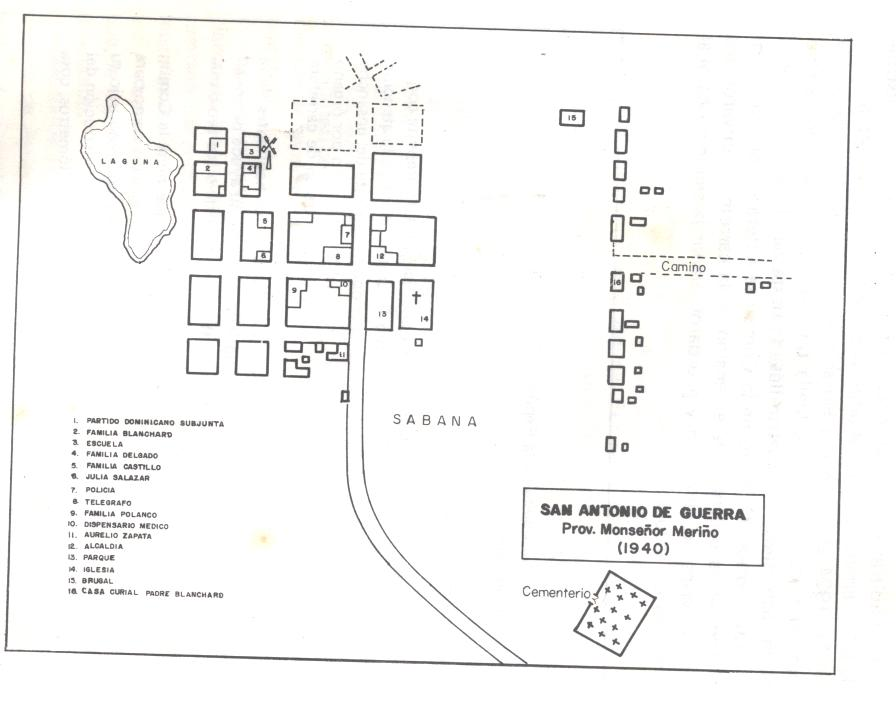
Mapa territorial del municipio San Antonio de Guerra en el año 1940
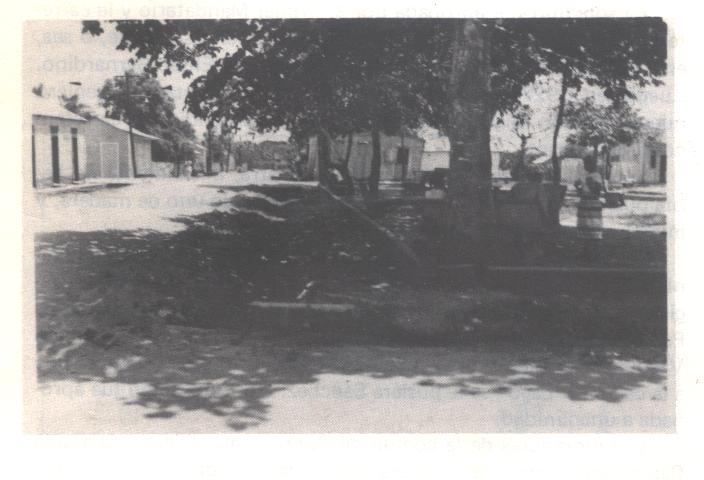
Parque de San Antonio de Guerra y calle Principal (sin fecha)
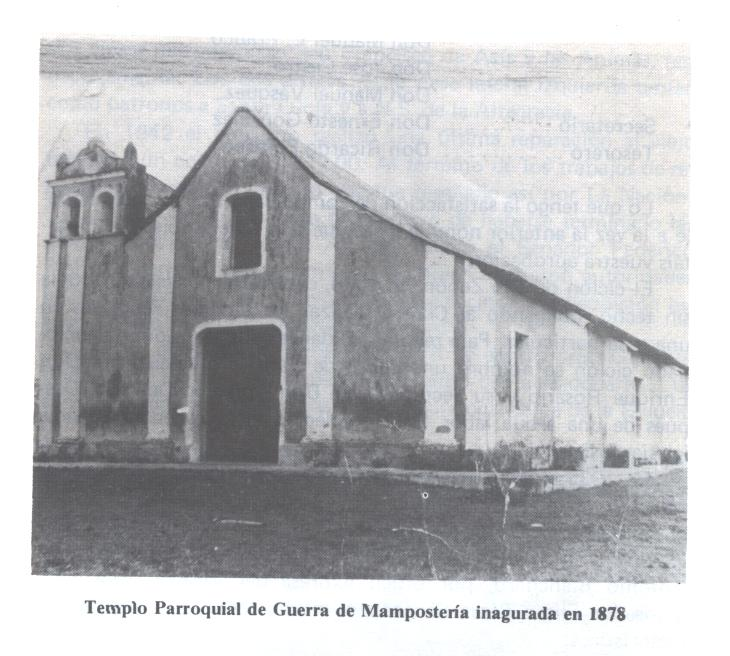
Templo parroquial de mampostería inaugurado en 1878
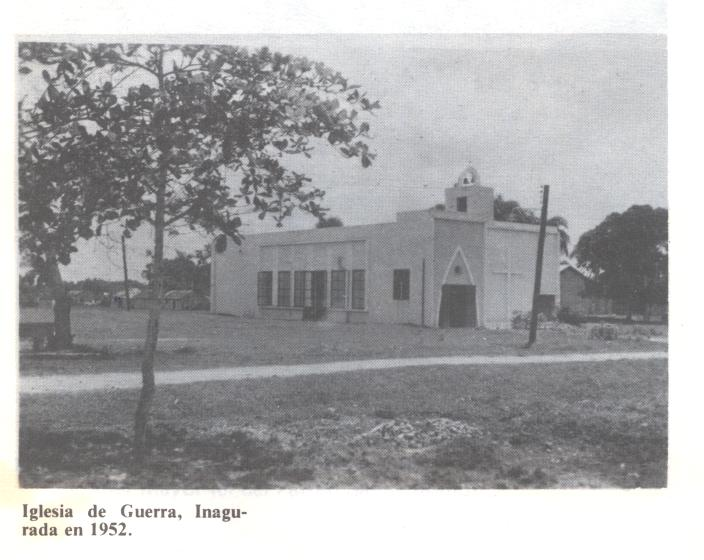
Foto de la Iglesia actual, en su inauguración en el año 1952
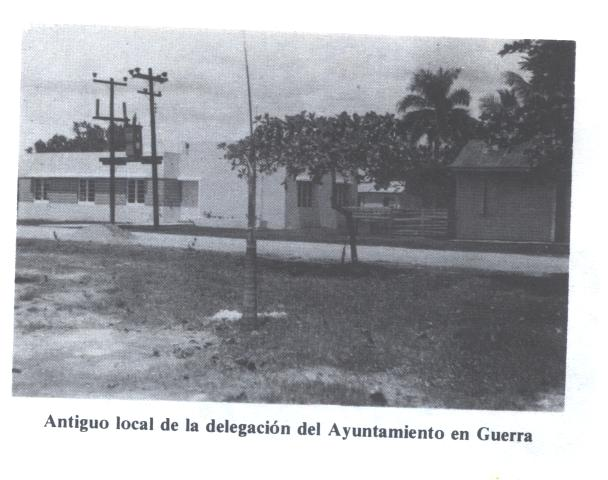
Antiguo local de la delegación del ayuntamiento de Guerra
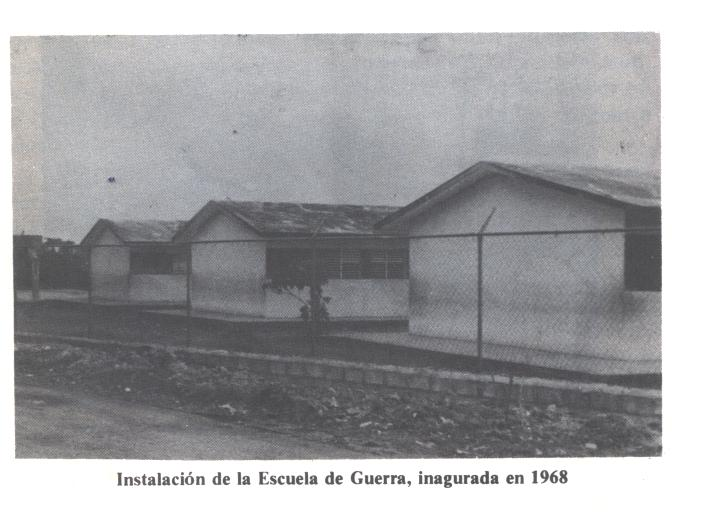
Instalación de la escuela de Guerra, inaugurada en 1968
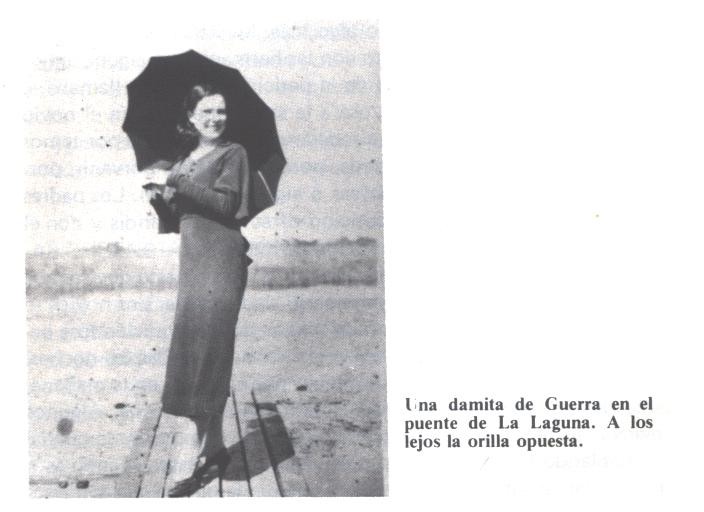
Una joven del pueblo en el muelle de la laguna (sin fecha)
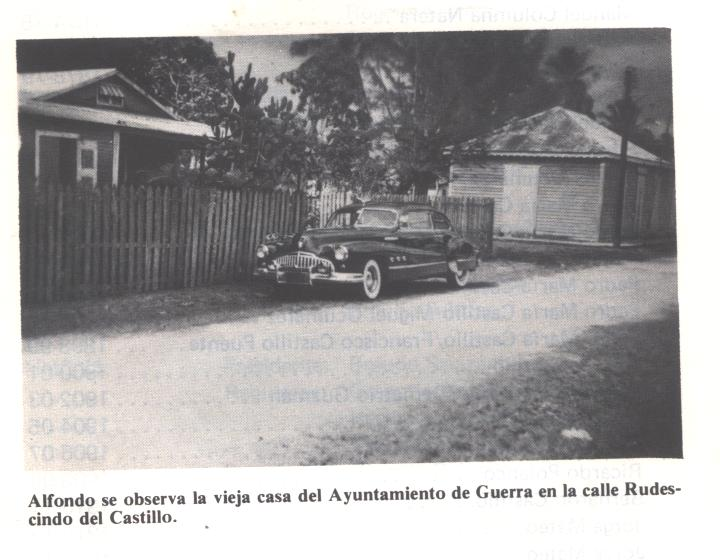
Calle Rudescindo del Castillo (sin fecha)

## Población
Según el censo de 2010, el municipio, que en ese entonces era distrito municipal del municipio Santo Domingo Este, tenía 38 215 habitantes, de los cuales 14 866 vivían en la zona urbana y 23 349 en la rural.

## Infraestructura

### Agua potable
Durante mucho más de un siglo la única fuente de abastecimiento de agua para la población de Guerra fue su laguna, que quedaba a la misma orilla del pueblo, de tal manera que en tiempo de grandes lluvias sus orillas llegaban a los patios de las viviendas. Las autoridades cuidaban celosamente la conservación de esta, de tal manera que se hizo una zanja bastante profunda entre las casas del pueblo y la laguna para impedir que en tiempos de lluvias el agua del pueblo llegara a ella. Esto se hizo bajo la sindicatura de Miguel Ocumárez Salazar. El 24 de enero de 1887 el ayuntamiento hizo gestiones para construir un puente sobre la laguna. El puente fue construido por Enrique Jansen y Federico Contreras a un costo total de trescientos pesos dominicanos). En un informe que se envía al gobernador de la provincia en 1928 se afirmó que la laguna se encontraba en buen estado gracias al activo oficial de sanidad comunal, Ernesto González. Sin embargo la población venía sintiendo, desde años atrás, la necesidad de otra fuente de agua potable que brindara mayor seguridad a los pobladores. Así vemos como en comunicación al Secretario de Estado de Interior y Policía, el 7 de diciembre de 1925, las autoridades edilicias señalan, entre las necesidades más apremiantes de la Común, la erección de un molino de viento y tanque de agua de capacidad suficiente para dotar de agua potable a la población. 
El molino de viento fue instalado en 1933. La instalación la hicieron Miguel Castillo y Oscar Amador, quienes también instalaron el pozo tubular. El tanque para almacenar el agua fue donado por el Ingenio San Luis. A partir de la instalación del molino y su correspondiente tanque, la laguna pasó a segunda categoría en la obtención del preciado líquido. El 19 de julio de 1953 visitó el pueblo el director general del Acueducto Municipal, Ing. Luis M. Bonnet, con el propósito de hacer los cálculos necesarios para la instalación del acueducto. Los trabajos comenzaron en poco tiempo y en el año 1954 fue inaugurado.

### Electricidad
Las calles de Guerra siempre fueron rectas. Solo en los últimos años, producto del crecimiento de la población, se nota algunas calles curvas. El núcleo central siempre estuvo formado por cuadras casi cuadradas, pero eso sí, oscuras en horas de la noche. Las autoridades de la Común comenzaron, desde principios de siglos, a pensar en la posibilidad de colocar algunos faroles pero el ayuntamiento aprobó diligenciar en la Capital la adquisición de dos docenas de faroles para los mencionados fines.
En 1939 el señor J. T. Teixido, Director de la Compañía J. K. F., ofreció al Municipio una planta eléctrica. Esto lo hizo el señor Teixido por recomendación del entonces Capitán Pedro Trujillo. Inmediatamente se puso en movimiento un proceso para habilitar el lugar donde debería instalarse la planta. En noviembre de 1940 el ayuntamiento decidió ordenarle al señor Valera el blanqueo de la casa en que iba a instalarse. La planta prometida solo alumbraría el parque, pero luego fue llevada a la Casa Consistorial y a la Iglesia Parroquial. El alumbrado eléctrico se inauguró en el parque el 12 de junio de 1941; ahora bien, la luz eléctrica llegó definitivamente y para toda la población en condiciones de pagar su uso, a este pueblo, el 21 de mayo de 1949.
En la actualidad la distribución de energía eléctrica no es un problema que afecta a la población ya que esta llega a cada uno de los hogares del pueblo, aunque no de muy buen servicio, el que se ofrece es de solo 12 horas por día.

### Carreteras
En 1908 el gobierno creó la Dirección General de Obras Públicas y desde entonces hasta 1922 se habían construido en el territorio dominicano unos 445 kilómetros de carretera. En 1924 el presidente Horacio Vásquez autorizó el arreglo y expansión de la Carretera Mella que para esa época llegaba solo hasta San Isidro y pensaban llevarla hasta San Pedro de Macorís. Cuando los dirigentes de la Común de Guerra se enteraron de que el gobierno había ordenado la extensión de la carretera, activaron sus fuerzas vivas, se reunieron y acordaron enviar una carta al presidente Vásquez. La solicitud fue aprobada y la carretera fue llevada hasta la Común de Guerra en 1925. El contratista de la obra fue Elíseo Bernardino. Luego, en 1927, el gobierno entregó una contrata al ingeniero puertorriqueño Miguel Benítez a fin de que extendiera la carretera hasta Bayaguana. En 1944, la carretera fue llevada hasta el pueblo. Hasta esa fecha la carretera era de piedras y caliche; En la actualidad y específicamente en la parte sur del municipio está la construcción de la Av. Ecológica "Prof. Juan Boch" en el sector denominado el paredón. Y que divide el municipio de Guerra del distrito municipal de La Caleta, Boca Chica.

## Economía

### Agricultura

#### Caña de Azúcar
La producción de caña de azúcar en el municipio data desde la fundación de esta demarcación en los años 1600. A pesar de que en sus inicios el municipio poseía la categoría de común de la provincia San Pedro de Macorís, precisamente por las grandes plantaciones de caña que poseía y que eran procesadas en el ingenio Boca Chica y Porvenir, consiguió el estado de sección del Distrito Nacional en el año 1952 y posteriormente cambió a municipio de la Provincia de Santo Domingo en el año 2002. 
Es a partir del año 1895 cuando se instala el Ingenio Ozama, localizado en la comunidad de San Luis, cuando esta industria empieza a dinamizar la economía de Guerra, a raíz de la cercanía de la fábrica y los bajos costos de transporte que representaba para los colonos el llevar su caña al ingenio. Las familias residentes en los diferentes parajes del municipio adoptaron el cultivo de la caña de azúcar como principal actividad económica y basaron el desarrollo social del pueblo en la expansión de esta industria de forma local.
Se produjo una bonanza económica a raíz de la Primera Guerra Mundial, como consecuencia de los altos precios que adquirió el azúcar en el mercado mundial por esos años.
Todavía a finales de los años 80 y principios de los 90, esta industria representaba el principal sustento de la comunidad. La mayoría de los guerrenses tenía por lo menos un familiar trabajando en el cultivo de la caña de azúcar. Desde la siembra, mantenimiento, corte y cosecha del rubro, era un proceso que había creado miles de empleos a lo largo de casi cien años de historia.
Fruto del abandono de la industria azucarera, específicamente en los últimos dos gobiernos del presidente Joaquín Balaguer, el declive económico en el municipio se hizo evidente a medida que iban mermando las operaciones de varios ingenios cercanos y se acrecentaban las deudas de parte del gobierno a los colonos azucareros.
El proceso de capitalización de empresas estatales que se llevó a cabo en 1997 por el primer gobierno de Leonel Fernández, arrojaba esperanza para los productores locales sobre el futuro de la producción cañera en la zona, pero este fue un proyecto que no se pudo implementar en lo inmediato.
En tanto las nuevas autoridades que tomaron posesión en el año 2000 tenían la tarea de revitalizar el sector, implementando las medidas establecidas por el anterior gobierno, esto nunca se materializó y al contrario, se desmantelaron definitivamente la mayoría de los ingenios y las tierras del Consejo Estatal del Azúcar (CEA) que estaban en las cercanías de carreteras importantes fueron vendidas a precios ridículos y repartidas entre allegados al partido de gobierno.
Desde entonces, solo se mantienen con cierta vigencia en la producción de la caña de azúcar los grandes colonos que aún poseen extensiones importantes de tierras para el cultivo. Sin embargo, los altos costos productivos y de transporte hacen de esta una empresa insostenible en los últimos tiempos, o como ellos mismos califican “un trabajo en balde”.
Algunos colonos azucareros del municipio de Guerra, atribuyen este descalabro a diferentes gestiones estatales, según la preferencia política de cada uno. Unos cuantos adjudican la responsabilidad al primer gobierno del Partido de la Liberación Dominicana (PLD) entre 1996 y 2000 por impulsar la ley de reforma y capitalización de empresas estatales, mientras que otros culpan a la gestión del Partido Revolucionario Dominicano (PRD) por permitir el desmantelamiento de las centrales azucareras cercanas al pueblo y por el reparto de tierras del CEA entre sus allegados.